# 82a Brigada Mixta (Exèrcit Popular de la República)
La 82a Brigada Mixta va ser una unitat de l'Exèrcit Popular de la República creada durant la Guerra Civil Espanyola. Va arribar a operar als fronts de Terol i Llevant, i va tenir una participació destacada durant la batalla de Terol.

## Historial
La unitat va ser creada al març de 1937 en el sector oriental del front de Terol, emprant-se per a això a un batalló del POUM, milicians anarquistes i tropes regulars. Per a la prefectura de la brigada va ser nomenat el comandant d'infanteria Rafael Blasco Borreguero, mentre que el capità d'infanteria Gabriel Rodríguez Cabezas va ser nomenat cap d'Estat Major; com a comissari es va designar Melecio Álvarez Garrido. La Brigada va ser assignada a la 40a Divisió del XIII Cos d'Exèrcit.
L'11 de juliol la 82a BM va participar en l'ofensiva d'Albarrasí, en suport de l'atac emprès per la 61a Brigada Mixta.
A la fi de desembre de 1937 la brigada va participar en l'ofensiva republicana sobre Terol, durant la qual va tenir una actuació destacada. El dia 14 va atacar les posicions franquistes en el Port de Escandón —que va aconseguir travessar el dia 16—, prosseguint el seu avanç cap a Terol per la carretera de Sagunt, ocupant pel camí les localitats de Castellar i Castralvo. El dia 22, després d'eliminar la resistència franquista a «El Mansueto», la brigada va prendre a l'assalt el barri de San Julián i l'estació de ferrocarril; la tarda del mateix dia també es va fer amb la plaça del Torico. L'1 de gener de 1938, després d'haver-se retirat precipitadament de les seves posicions, va tornar a la ciutat per a continuar el setge. Les restes de la guarnició de Terol acabarien capitulant el 8 de gener, amb el que la ciutat va quedar definitivament en mans republicanes.
Durant la batalla de l'Alfambra la unitat va tenir una actuació molt discutida en la defensa de Sierra Palomera, que va perdre davant l'ofensiva enemiga. A més, en la seva retirada la 82a Brigada Mixta va sofrir tal quantitat de baixes que al final, quan es va reorganitzar en la rereguarda, la seva grandària s'havia reduït a tot just un batalló.
Amb posterioritat la unitat va ser assignada a la 64a Divisió del XIX Cos d'Exèrcit, prenent part en la campanya de Llevant. En acabar les operacions —després del començament de la batalla de l'Ebre—, la 82a BM va passar a formar part de la 5a Divisió, unitat amb la qual va romandre fins al final de contesa.

## Comandaments
Comandants
- Comandant d'infanteria Rafael Blasco Borreguero;
- Comandant d'infanteria José García López;
- Capità de milícies Fernando Cortacáns del Cerro;

Comissaris
- Melecio Álvarez Garrido, de la CNT;[9]

Caps d'Estat Major
- capità d'infanteria Gabriel Rodríguez Cabezas;
- capità de milícies Fernando Cortacáns del Cerro;